# Frauenhaus
Unter einem Frauenhaus versteht man in westlichen Industrieländern eine soziale Einrichtung, die Frauen und ihren Kindern im Falle von häuslicher Gewalt Hilfe, Beratung und vorübergehend eine geschützte Unterkunft anbietet. Der Rechtsbegriff bezeichnet ein Haus, das ausschließlich physisch oder psychisch misshandelten oder von Misshandlung unmittelbar bedrohten Frauen und ihren Kindern aufgrund eines professionellen Angebotes sofortige Hilfe durch Aufnahme und Beratung bietet, das nur für diese Gruppe bestimmt und kein Heim ist.

## Arbeitsansatz
Mitarbeiterinnen der Frauenhäuser sowie mit den Frauenhäusern kooperierende Psychologinnen, Rechtsanwältinnen und Sozialarbeiterinnen beraten die Zuflucht suchenden Frauen. In der Regel werden Frauenhäuser von Verbänden und Vereinen geführt. In der Trägerschaft wird generell zwischen autonomen und nichtautonomen Frauenhausträgern unterschieden. Die Autonomie bezieht sich jedoch nicht auf die Finanzierung: Frauenhäuser werden durch öffentliche Zuwendungen finanziell unterstützt oder auch vollständig getragen. Der Aufenthalt ist für die betroffenen Frauen und Kinder je nach Standort kostenfrei oder er wird über Leistungen der Sozialhilfe abgerechnet. Aus Sicherheitsgründen werden die Adressen der Frauenhäuser nicht in öffentlichen Verzeichnissen publiziert. Männern wird grundsätzlich der Zutritt verweigert.
Frauenhäuser sind keine Heime, sondern sollen den Frauen ein selbstbestimmtes Leben ermöglichen. Die Frauen entscheiden (meist innerhalb eines festgelegten Rahmens) selbst über die Dauer ihres Verbleibs. Außerdem gehören demokratische Strukturen des Zusammenlebens, deren wichtigstes Element die Hausversammlung ist, zu den Prinzipien der Frauenhäuser. Teile dieser anfänglichen Strukturen mussten jedoch im Laufe der Jahrzehnte durch organisatorische Änderungen der Frauenhausarbeit aufgegeben werden. Da die Zuflucht suchenden Frauen und ihre Kinder meist in einer Krise mit ihren psychischen, physischen und sozialen Auswirkungen sind, wurde die Betreuungsarbeit zunehmend professionalisiert, so dass Elemente der klassischen sozialen Arbeit in den Vordergrund traten. Anders als in der klassischen Sozialarbeit stehen Frauenhausmitarbeiterinnen parteilich auf Seiten der Klientinnen, was auch nach Judith Lewis Herman ein grundlegendes Erfordernis für die Traumaverarbeitung ist.

## Geschichte
In vergangenen Jahrhunderten waren in Europa die Klöster oft Schutzräume für Frauen. Ein Beispiel für den außereuropäischen Raum sind die beiden „Fluchttempel“ (Kakekomi-dera) in Japan, die geflohenen Frauen Schutz vor häuslicher Gewalt boten, Tōkei-ji in Kamakura und Mantoku-ji in Ōta.
Die internationale Frauenbewegung hat Ende der 1960er Jahre erstmals die weit verbreitete, aber bis dahin meist verschwiegene Gewalt gegen Frauen – auch in Ehe und Partnerschaft – öffentlich thematisiert. 1971 gründete in London Erin Pizzey ein Frauenzentrum, das sich zum ersten Frauenhaus weltweit entwickelte, weil immer mehr Frauen Zuflucht vor gewalttätigen Partnern suchten. 1974 entstand in Großbritannien das Netzwerk Women’s Aid. Im selben Jahr öffneten die Frauenhäuser in Edinburgh, Amsterdam, St. Paus (USA, Minnesota) und Sidney ihre Pforten, Berlin und Köln folgten 1976, Wien 1978 und Zürich 1979. Diese Frauenhäuser gingen oft aus zuvor bestehenden Krisenzentren für vergewaltigte Frauen oder Beratungsstellen hervor. Zur Ausweitung der Frauenhausbewegung trug wesentlich das Internationale Tribunal „Gewalt gegen Frauen“ 1976 in Brüssel bei, an dem 2000 Frauen aus 33 Staaten teilnahmen. Sie forderten die Regierungen auf, Existenz und Ausmaß der Gewalt gegen Frauen sowie die Notwendigkeit von Schutzunterkünften zu erkennen und diese finanziell, aber auch durch einen wirksamen rechtlichen Schutz für die Frauen, zu unterstützen. Ziele der Frauenhausbewegung sind insbesondere:
- Frauen und ihre Kinder in Gefährdungssituationen vor Gewalt durch Partner zu schützen und sie auf dem Weg in ein selbstbestimmtes Leben zu unterstützen;
- durch die Bewusstmachung der Gewalt gegen Frauen in der Öffentlichkeit das Recht von Frauen und Mädchen auf körperliche Unversehrtheit und sexuelle Selbstbestimmung einzufordern.[5]

In den 1990er-Jahren wurde Gewalt gegen Frauen auch ein Thema in Osteuropa und Lateinamerika, dem sich Mitte der 1990er-Jahre die Vereinten Nationen, die Weltgesundheitsorganisation und die Europäische Union annahmen und es zu einer Frage der Menschenrechte und der Gesundheitssicherung machten. In Europa gab es im Jahr 2004 nach einer Schätzung 1500 Frauenhäuser und Beratungsstellen. Untersuchungen in den westlichen Industriestaaten zeigen, dass Frauen in ihrem privaten Lebensraum die größte Gefahr laufen, Opfer von Gewalt zu werden.

### Erste Weltfrauenkonferenz von Frauenhausmitarbeiterinnen
Vom 8. bis 11. September 2008 fand in Edmonton, Kanada, die Erste Weltfrauenkonferenz von Frauenhausmitarbeiterinnen statt, an der ca. 800 Teilnehmerinnen aus 51 Ländern versammelt waren und ihre Erfahrungen und Zukunftsperspektiven austauschten. Während sich etwa in Südafrika die Notwendigkeit eines Betreuungsprojektes für die Waisen von während ihrem Frauenhausaufenthalt an Aids verstorbenen Müttern zeigte, denkt man in Ländern wie Holland und Schweden an die Ausweitung des Angebotes auf Frauenhäuser für spezielle Zielgruppen, z. B. für sehr junge Frauen, für Frauen mit Alkohol-, Drogen- oder Medikamentenmissbrauchsproblemen oder für Frauen mit autoaggressivem Verhalten.

### Istanbulkonvention
Die im Mai 2011 vom Europarat angenommene und von 39 Staaten (Stand Jänner 2016) unterzeichnete Istanbulkonvention verpflichtet die Staaten u. a. zu Maßnahmen für den Schutz von Frauen vor Gewalt wie Beratung, Information und das Bereitstellen von Schutzunterkünften in ausreichender Zahl. Die unterzeichnenden Staaten sind damit verpflichtet, finanziell für die Frauenhäuser aufzukommen. Als ausreichende Zahl gilt ein Frauenhausplatz pro 10.000 Einwohner.

### Deutschland

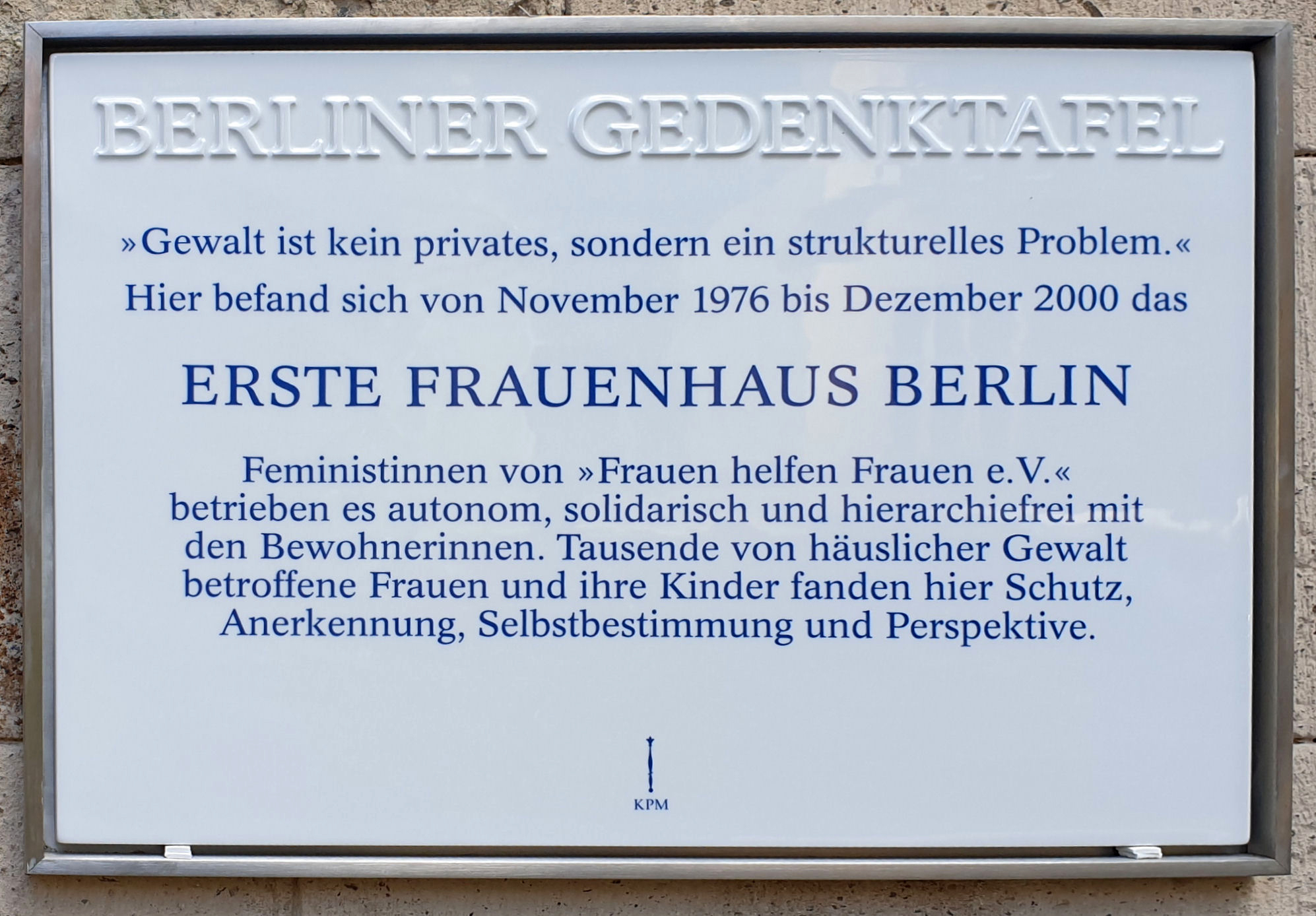
Berliner Gedenktafel am Haus, Richard-Strauss-Straße 22, in Berlin-Grunewald

Das erste Frauenhaus für Frauen, die Gewalt von Ehemännern oder Partnern ausgesetzt waren, wurde 1976 in Berlin von Frauen der autonomen Frauenbewegung mit Mitteln des Familienministeriums gegründet. Das Berliner Projekt löste eine Welle von Frauenhausgründungen aus, denen auf der Grundlage des § 72 des Bundessozialhilfegesetzes Finanzierungshilfen bewilligt wurden. So beschloss in Köln im Dezember 1976 der Rat der Stadt, eine Stelle für eine Sozialpädagogin zu finanzieren, die die Frauen im Frauenhaus betreuen sollte. In den darauf folgenden Jahren wurden Frauenhäuser auch in anderen deutschen Städten gegründet. So gründeten zum Beispiel die Vereine Frauen helfen Frauen Lübeck 1978 das Autonome Frauenhaus in Lübeck, Frauen helfen Frauen Frankfurt im selben Jahr das Autonome Frauenhaus in Frankfurt am Main und Frauen helfen Frauen im Main-Taunus-Kreis 1987 das erste Frauenhaus im Main-Taunus-Kreis. Die Frauenhäuser waren meist Projekte der autonomen Frauenbewegung.
Die darauffolgend gegründeten Frauenhäuser der Wohlfahrtsverbände und der kirchlichen Verbände – von den autonomen Frauen Gegenhäuser genannt – waren von Anfang an rein karitativ und sozialarbeiterisch orientiert. So geht aus den 1982 veröffentlichten Arbeitsgrundlagen der Arbeitsgemeinschaft der Deutschen Frauen- und Kinderschutzhäuser als Schwerpunkt die Unterstützung und Stabilisierung der Familie und die Zusammenarbeit mit den gewalttätigen Männern hervor. Zudem sehen sie die Gewalt nicht als gesellschaftliches, sondern als Einzelproblem der jeweiligen Frauen, was mitunter zu Schuldgefühlen und Versagensängsten der Frauen führt. Mit ihrer Etablierung sollte ein nicht feministisches Angebot für hilfsbedürftige Frauen geschaffen werden. Neben konzeptionellen Unterschieden unterscheiden sich nichtautonome von autonomen Frauenhäuser in ihrer hierarchischen Organisation und ihrer Finanzierungsausstattung. Die konzeptionelle Rivalität zwischen beiden Formen von Frauenhäusern wurde dadurch gestärkt, dass den finanziell besser ausgestatteten Trägern der verbandlich organisierten Frauenhäuser Übernahmen autonomer Frauenhäuser gelangen. Mittlerweile haben sich autonome und verbandliche Frauenhäuser in ihren Konzepten einander angenähert und arbeiten auch auf politischer Ebene eng zusammen. Nach dem Zweiten Frauenhausbericht der Bundesregierung von 1988 sind grundsätzlich folgende Hilfsangebote bezeichnend für beide Trägerformen:
- Hilfe für misshandelte Frauen und ihre Kinder durch Unterstützungsleistungen zur Wiedergewinnung des psychischen Gleichgewichts,
- Beratung in familien- und sozialrechtlichen Angelegenheiten sowie zur psychischen und körperlichen Gesundheit,
- pädagogische Kinderbetreuung und
- Hilfe bei der Wohnungssuche und Beratung nach der Frauenhauszeit.

Seit Inkrafttreten des Gewaltschutzgesetzes im Jahr 2002, nach dem Gewalttäter aus der Wohnung gewiesen werden können, sind Bedarf und Zahl der Frauenhäuser zurückgegangen. 2002 gab es in Deutschland ca. 400 Frauenhäuser, davon 153 in autonomer Trägerschaft. 2009 waren es nur noch insgesamt 362 Frauenhäuser. Durch die jeweiligen Finanzierungsvorgaben der Haushaltsordnungen von Ländern und Kommunen befinden sich die Frauenhäuser mittlerweile auch in direkter Trägerschaft der Kommunen oder werden über staatliche Zuwendungen von Verbänden und Vereinen betrieben. Ein besonderer Ansatz zur Erfassung und Koordinierung von Problemen betroffener Frauen ist die Berliner Initiative gegen Gewalt an Frauen e. V. – BIG. Die Arbeitsgemeinschaft der Deutschen Frauen- und Kinderschutzhäuser existiert nicht mehr. Die Frauenhauskoordinierung e. V. mit Sitz in Berlin übernahm die Aufgabe der Vernetzung und nimmt für einen Großteil der Frauenhäuser in Deutschland die Interessenvertretung wahr. 2013 gab es in Deutschland 353 Frauenhäuser; wobei 345 der Häuser 6.800 Plätze boten. Um die Empfehlungen des Europarates zu erfüllen, müsste Deutschland insgesamt 8.059 Frauenhausplätze aufweisen.
Nach einer 2012 veröffentlichten Studie im Auftrag des Familienministeriums suchten 15.000 Frauen, begleitet von 17.000 Kindern, im Jahr 2011 Zuflucht in den rund 350 Frauenhäusern und 40 Schutzwohnungen. Jedoch mussten 9.000 Mal Frauen abgewiesen werden, weil die Einrichtungen voll belegt waren. 2013 suchten 34.000 Frauen und Kinder in den Einrichtungen Schutz, wiederum mussten 9.000 Frauen abgewiesen werden.
Im September 2013 legte die Bundesregierung erstmals einen Bericht zur Situation der Frauenhäuser und anderer Einrichtungen für gewaltbetroffene Frauen und ihre Kinder vor. Die vom Bundesfamilienministerium in Auftrag gegebene Studie kommt unter anderem zu dem Ergebnis, dass sich für drei Viertel der Frauen, die Beratung gesucht hatten, die Situation gebessert hat. Frauenhäuser stellten ein breites Spektrum an Angeboten bereit, doch es gebe Unterschiede zwischen den Bundesländern. So könnten z. B. in Brandenburg, Mecklenburg-Vorpommern, Sachsen und Thüringen nur gut die Hälfte der Frauenhäuser aufgrund des Personalmangels regelmäßige Angebote für die Kinder anbieten. Unterstützungseinrichtungen bei Gewalt gegen Frauen seien einerseits in großer Zahl vorhanden, sie haben jedoch zu geringe Ressourcen, um alle diese Angebote regelmäßig, verlässlich und für alle Zielgruppen durchführen zu können. Der Unterstützungsbedarf von Frauen nach Gewalterleben sei keineswegs immer gedeckt.
Laut dem Schlüssel der Istanbul-Konvention (Art. 23), die Deutschland im Oktober 2017 ratifiziert hat und die im Februar 2018 in Kraft getreten ist, fehlen bundesweit derzeit mehr als 14.600 Schutzplätze für Frauen. Entsprechend dem Koalitionsvertrag haben Union und SPD ein Aktionsprogramm zur Unterstützung gewaltbetroffener Frauen und einen runden Tisch von Bund, Ländern und Kommunen zum Thema angekündigt, um den bedarfsgerechte Ausbau und die angemessene finanzielle Absicherung von Frauenhäusern und entsprechenden Beratungsstellen sicherzustellen.
Teil des Gesamtprogramms der Bundesregierung zur Erreichung der Zielvereinbarungen aus der Istanbul-Konvention und des Koalitionsvertrages ist das Bundesförderprogramm „Gemeinsam gegen Gewalt an Frauen“ des Bundesministeriums für Familie, Senioren, Frauen und Jugend (BMFSFJ). Das Bundesförderprogramm besteht aus einem investiven und einem innovativen Teil. Das Bundesinvestitionsprogramm sieht vor, dass das BMFSFJ in den Jahren 2020–2023 insgesamt 120 Millionen Euro für den Ausbau von Beratungsstellen und Frauenhäusern zur Verfügung stellt. Die Umsetzung des Programms erfolgt in enger Kooperation mit den Ländern. Der innovative Teil des Bundesförderprogramms sieht die Förderung innovativer Maßnahmen vor, um die Versorgung gewaltbetroffener Frauen zu verbessern. Dazu gehören Maßnahmen zur Erleichterung des Zugangs zu Schutz und Beratung, zur Verbesserung von Hilfsangeboten und Maßnahmen zur Prävention von Gewalt gegen Frauen. Das 2019 gestartete Bundesinnovationsprogramm ist bis zum Jahr 2022 ausgelegt.
Rechtsvorschriften und Finanzierungsbeiträge für Frauenhäuser sind von Bundesland zu Bundesland verschieden. Der Wissenschaftliche Dienst des Deutschen Bundestags sprach 2023 von einem „Flickenteppich“ der Finanzierung von Frauenhäusern in den Ländern. Zu den meisten Frauenhäusern haben (Stand: 2023) beispielsweise Studentinnen und BAföG-Empfängerinnen sowie Frauen, die noch nicht fünf Jahre in Deutschland leben, und Frauen mit höherem Einkommen, die keinen Anspruch auf Sozialleistungen haben, keinen Zugang.

#### Migrantinnen
In den 1990er Jahren stieg der Anteil von Migrantinnen unter den Bewohnerinnen der Frauenhäuser an und ist seitdem in den Großstädten, vor allem in Berlin, hoch. Mitte bis Ende der 90er Jahre betrug der Anteil der Migrantinnen zum Beispiel in einem Berliner Frauenhaus 60 bis 80 Prozent. Bundesweit sind etwa 40 Prozent der in den 350 Frauenhäusern Schutz suchenden Frauen Migrantinnen (Stand: 2012). Frauen aus der Türkei und Osteuropa (inklusive Russland) sind häufiger als andere Gruppen von sexueller und häuslicher Gewalt betroffen und befinden sich oft in einer spezifischen Situation, da sich die Gewalterfahrung in Partnerschaft und Familie mit Unterdrückungs- und Ausgrenzungserfahrungen im Zusammenhang mit der Herkunftsfamilie und der Gesellschaft verbindet. Anfang der 1990er Jahre stellten Migrantinnen in Deutschland den tradierten Feminismusbegriff der deutschen Frauenhausbewegung in Frage, in dem sie sich nur unzureichend repräsentiert sahen. Gülşen Aktaş berichtete von Rassismuserfahrungen von Migrantinnen durch Bewohnerinnen in deutschen Frauenhäusern und subtil durch Mitarbeiterinnen. Gefordert wurde daraufhin eine stärkere Berücksichtigung spezifischer Situationen von Migrantinnen. In einem der autonomen Frauenhäuser in Berlin wurde daraufhin eine Quotenregelung zur Erhöhung des Migrantinnenanteils unter den Mitarbeiterinnen eingeführt. 2001 wurde in Berlin ein Frauenhaus mit interkulturellem Schwerpunkt eröffnet. Interkulturelle Kompetenz und interkulturelle Öffnung in der Arbeit in Frauenhäusern wird seit Ende der 1990er Jahre diskutiert und weiterentwickelt. Mitarbeiterinnen von Frauenhäusern haben gelernt über die Schutzfunktion hinaus das Beratungs- und Unterstützungsangebot so zu vermitteln, dass es mit der Lebenswirklichkeit von Migrantinnen übereinstimmt.
Auch einige bekannte Aktivistinnen mit Migrationshintergrund fanden zeitweise Zuflucht in einem Frauenhaus, so zum Beispiel Zana Ramadani und Sabatina James.

#### Bestrebungen für einen Rechtsanspruch auf Schutz und Hilfe
Der Verein Frauenhauskoordinierung e. V. (FHK) setzt sich für einen bundesweiten Rechtsanspruch aller gewaltbetroffenen Frauen und ihrer Kinder auf Schutz und Hilfe ein. Der Rechtsanspruch solle in den bestehenden Sozialgesetzbüchern festgelegt sein, konkret im SGB XII. Ein solcher Rechtsanspruch konkretisiere die im  Grundgesetz verankerte allgemeine Pflicht des Staates  um Schutz von Leben und körperlicher Unversehrtheit. Der Verein verweist dabei auf Verpflichtungen aus der Istanbul-Konvention und dem CEDAW-Übereinkommen.

### Österreich

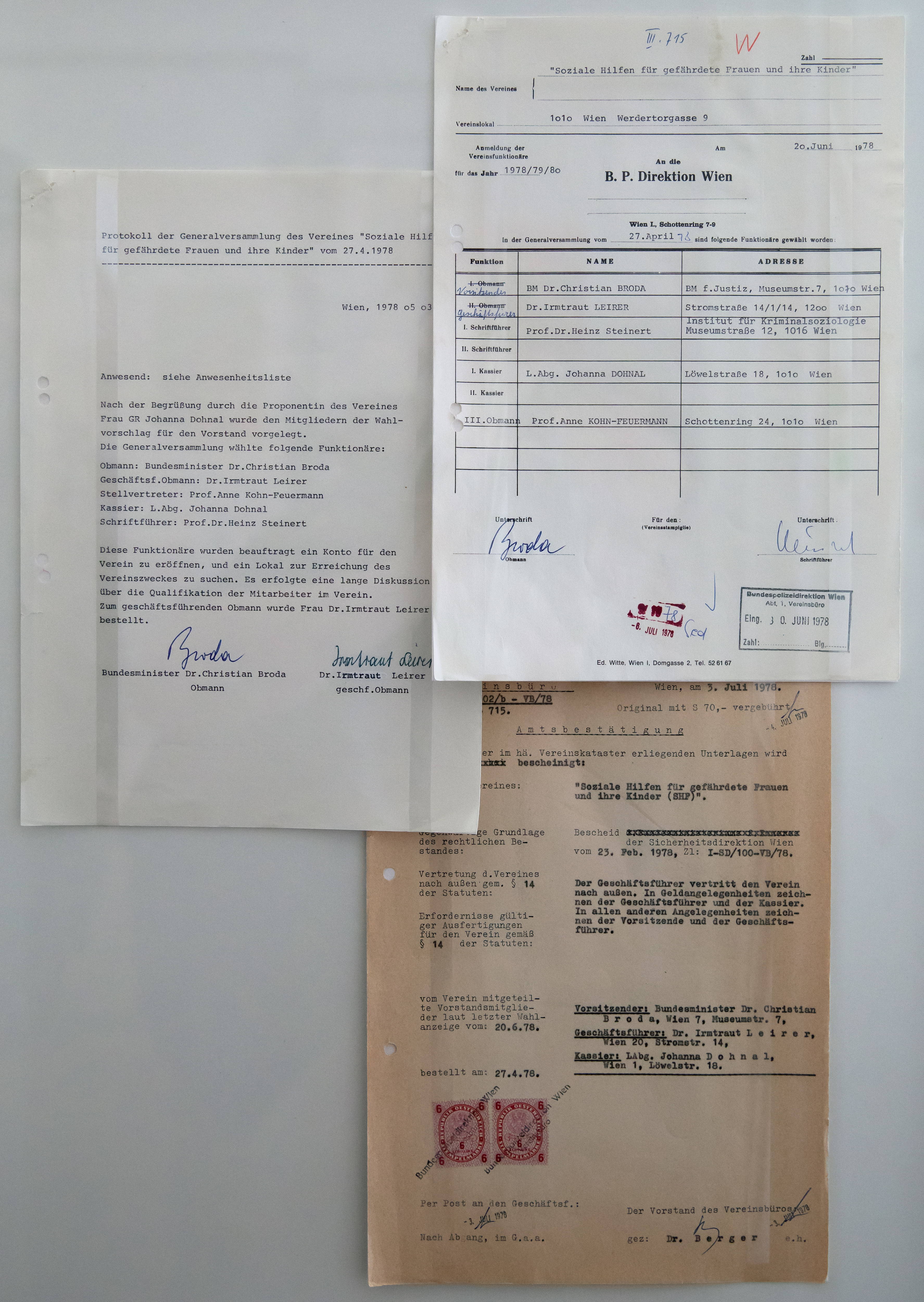
Gründungsdokumente des Vereins Soziale Hilfen für gefährdete Frauen und Kinder (1978), der das erste Wiener Frauenhaus schuf

Das erste Frauenhaus Österreichs wurde am 1. November 1978 in Wien eröffnet und war sogleich überfüllt. Das zweite Wiener Frauenhaus, dem auch eine Beratungsstelle angeschlossen wurde, folgte im Februar 1980. Als erste Frauenhäuser in den Bundesländern folgten am 12. Dezember 1981 Graz und am 16. Dezember 1981 Innsbruck. Während die Finanzierung der Frauenhäuser in Wien von Anfang an durch die Gemeinde abgesichert war, mussten die autonomen Initiativen in den Ländern ihre finanziellen Mittel jeweils, teils mit vielen Rückschlägen, erst erkämpfen und oft bei mehreren Stellen jährlich Subventionen erbitten.
2015 gab es in Österreich 30 Frauenhäuser mit insgesamt rund 759 Plätzen. Um die Empfehlungen des Europarates zu erfüllen, wären 837 Plätze erforderlich, wobei Wien als einziges Bundesland das Soll von einem Platz pro 10.000 Einwohner erfüllt. 2014 wurden insgesamt 3257 Personen (1654 Frauen und 1603 Kinder) in österreichischen Frauenhäusern betreut. 26 der 30 Frauenhäuser gelten als autonom, von diesen sind 15 im Verein Autonome Österreichische Frauenhäuser vernetzt. Elf Frauenhäuser sind Mitglied im Zusammenschluss österreichischer Frauenhäuser.
Am 1. Mai 1997 trat das Erste Gewaltschutzgesetz in Kraft, das insbesondere die Möglichkeit von Betretungsverbot und Wegweisung zum Schutz vor Gewalt schuf. Mit seiner Einführung wurden in jedem Bundesland Gewaltschutzzentren und die nationale Frauenhelpline 0800 555 222 eingerichtet. 2007 trat der sogenannte „Stalking-Paragraf“ (Strafrechtsänderungsgesetz 2006, BGBl. I Nr. 56/2006) in Kraft, ein Schutz vor beharrlicher Verfolgung. Mit dem Zweiten Gewaltschutzgesetz wurden per 1. Juni 2009 Schutz und Unterstützung für Opfer verbessert, ebenso durch das Strafrechtsänderungsgesetz 2015. Die Auslastung der Frauenhäuser hat sich durch das Gewaltschutzgesetz jedoch nicht verändert. Als einer der Gründe dafür wird gesehen, dass die Frauen sich trotz Wegweisung des Gefährders oft nicht sicher fühlen, was speziell bei Frauen mit Migrationshintergrund der Fall ist, wenn etwa noch andere Verwandte oder Freunde des Mannes im selben Haus wohnen. Ein weiterer Grund ist, dass einige Frauen nicht den für eine Wegweisung erforderlichen Weg über Polizei und Gericht gehen wollen.
Die Arbeit mit Kindern in Frauenhäusern hat sich mit der Zeit zu einem eigenständigen Bereich entwickelt, nachdem festgestellt wurde, dass Kinder, egal ob sie selbst Gewalt erfahren haben oder sie mitansehen mussten, traumatisiert sein können und in jedem Fall eine besondere Hilfe für die Verarbeitung der Erlebnisse benötigen. Der Verein Autonome Österreichische Frauenhäuser hat dafür Qualitätsstandards erarbeitet und im Handbuch Kinder und häusliche Gewalt veröffentlicht.

### Schweiz
In der Schweiz wurde 1977 die erste Notunterkunft für geschlagene Frauen in Zürich eingerichtet. Bern und Genf folgten 1980, Basel 1981, St. Gallen 1982, Brugg 1983, Luzern und Winterthur 1984. Getragen wurden die Schweizer Frauenhäuser vorerst ohne Unterstützung durch die öffentliche Hand, sondern ausschließlich von autonomen Frauengruppen. Finanziert wurden sie privat über Spenden. 2012 suchten 2067 Frauen und Kinder Zuflucht in einem Frauenhaus. Die Hälfte musste jedoch aus Platzgründen abgewiesen werden. 2014 gab es 18 Frauenhäuser mit insgesamt 278 Plätzen. Um den Empfehlungen des Europarates zu entsprechen, bräuchte die Schweiz 774 Plätze.
Die Frauenhäuser sind in der Dachorganisation der Frauenhäuser der Schweiz und Liechtenstein zusammengeschlossen.

### Großbritannien
In Großbritannien entstand das erste Frauenhaus für misshandelte Frauen, das Chiswick Women’s Refuge (heute: Refuge), zufällig aus einem Frauenstadtteilzentrum in West London, das Erin Pizzey 1971 als Treffpunkt gegründet hatte, um Frauen, die zum Beispiel Sozialhilfe bezogen, gegenüber der Wohlfahrtsbürokratie zu unterstützen. Nachdem eine Frau, die vor häuslicher Gewalt geflohen war, dort Schutz gefunden hatte, kamen immer mehr geschlagene Frauen, die dauerhaft blieben. Ähnliche Entwicklungen gab es im ganzen Land, wo Frauen autonome Treffpunkte gründeten. Als 1974 Pizzeys Buch über Misshandlungen in der Familie erschien, waren in Großbritannien bereits 20 Frauenhäuser und Initiativen entstanden, die dabei waren einen Dachverband zu gründen, die National Federation of Aid to Battered Women (heute: Women’s Aid).
Was die Frauen an Gewalt und Misshandlungen erfahren hatten und darüber erzählten, machte Erin Pizzey in ihren Büchern publik. 1982 merkte sie an, dass Frauen, die in Chiswick Women’s Refuge Zuflucht gesucht hatten, genauso gewalttätig seien wie die Partner, die sie verlassen hatten. Der Psychotherapeut Jochen Peichl, der Pizzeys Fallbeschreibungen untersucht hat, kam in seinem Buch Destruktive Paarbeziehungen (2008) zu dem Ergebnis, dass es sich um Einzelfälle von Frauen mit schwerer Kindheitstraumatisierung gehandelt habe, die nicht generalisiert werden können. Pizzey vertrat im Unterschied zu dem eher politisch linken und feministischen Netzwerk National Federation of Aid to Battered Women, das sich aus der Frauenbewegung entwickelt hatte und 1974 gegründet worden war, einen therapeutischen Ansatz, der das Verhalten von Frauen mit einbezog. Sie wandte sich auch gegen die Verknüpfung der Frauenhilfsbewegung mit feministischen Frauenrechtsbewegungen und gegen die Etablierung einer nationalen feministischen Organisation. Die National Federation of Aid to Battered Women kritisierte, indem Pizzey die Opfer verantwortlich mache, könne geschlossen werden, dass Gewalt gegen Frauen ein Fehler unvollkommener Frauen sei.
Diese Auseinandersetzungen lenkten die öffentliche Aufmerksamkeit auf das Problem häuslicher Gewalt und führten zur Entwicklung unterschiedlicher Modelle für Frauenhäuser. Bis in die späten 1990er Jahre hatten sich in Großbritannien 164 Frauenhäuser etabliert, die insgesamt 20.000 Frauen und Kinder aufnehmen konnten.
Im Jahr 2000 gründete die Jewish Women’s Aid in London das erste und bisher einzige jüdische Frauenhaus in Europa, dessen Mitarbeiterinnen neben Englisch auch Hebräisch und Jiddisch sprechen.

### Frankreich
In Frankreich kauften 1926 Achille und Blanche Peyron, beide Offiziere der Heilsarmee, mit Spendengeldern in Paris ein 1912 erbautes Jugendstil-Gebäude im 11. Arrondissement, das sie in einen Zufluchtsort für in Not geratene Frauen mit ihren Kindern umwandelten. Seitdem heißt es Palais de la Femme und gilt als das erste Frauenhaus Frankreichs. Es dient heute als Sozialhotel für Migrantinnen, Obdachlose und Frauen, die vor häuslicher Gewalt geflohen sind.

## Dokumentarfilm
- SWR (2022): 7 Tage… im Frauenhaus (45 min)